# Козик Омелян Васильович
Омелян Васильович Козик (19 серпня 1905, Чернігівська губернія, Російська імперія — 1990, Ленінград) — радянський воєначальник, генерал-майор (1940).

## Біографія
Народився в українській селянській родині. Працював круподером на млині, поденним робітником на торфо- та лісорозробках.
До Червоної Армії призваний у 1923 році. З 21 січня 1923 року служив червоноармійцем у 130-му Богунському стрілецькому полку, потім з 1 грудня 1923 року по 1 червня 1924 року навчався у дивізійній школі МНС у Житомирі. З 1 червня 1924 командир відділення в тому ж полку. З 15 вересня 1924 року до 1 серпня 1927 року навчається у Київській піхотній школі РККА. Після закінчення піхотної школи направлений до прикордонних військ НКВС командиром маневрової групи в Олевську. У липні 1928 вступив до ВКП(б). З 4 травня 1930 помічник начальника застави 19-го прикордонного загону. З 31 грудня 1931 року курсовий командир Харківської школи військ ОГПУ. З 1 квітня 1932 року до 13 травня 1936 року викладач Харківської школи військ НКВС. З 13 травня 1936 року до лютого 1939 року навчається у Військовій академії РСЧА імені М. В. Фрунзе. З 8 березня 1939 року до 26 лютого 1941 року начальник Головного управління військ НКВС СРСР з охорони особливо важливих підприємств промисловості. З 26 лютого 1941 року до 31 липня 1941 року начальник ГУПО НКВС СРСР.
З 11 серпня 1941 року до вересня 1941 року навчається у складі Особливої групи при Академії Генштабу. З листопада 1941 року по березень 1942 року командир 286-ї стрілецької дивізії  З березня по квітень 1942 року у розпорядженні Військової Ради Ленінградського фронту. З квітня 1942 року по 26 серпня 1942 року командир 1-ї стрілецької дивізії військ НКВС. З 26 серпня 1942 року по 15 липня 1943 року командир 46-ї стрілецької дивізії РККА. З 15 липня 1943 року у резерві Ставки Верховного Головнокомандувача. З 2 листопада 1943 року у розпорядженні Головного управління кадрів НКО СРСР. З грудня 1943 року у розпорядженні Військової ради 1-го Українського фронту. З 6 січня 1944 року заступник командира 280-ї стрілецької дивізії. З 15 лютого 1944 року командир 351-ї стрілецької дивізії. З квітня 1944 року у розпорядженні Військової ради 1-го Українського фронту. З червня 1944 по травень 1945 командир 327-ї стрілецької дивізії.
З травня по жовтень 1945 року у розпорядженні Військової ради ЛВО. З жовтня 1945 року заступник командира 267-ї стрілецької дивізії, з листопада 1945 року командир цієї дивізії. З липня 1946 року заступник командира 5-ї Окремої гвардійської бригади. З 24 січня 1948 заступник командира 13-ї окремої гвардійської стрілецької бригади, з 19 березня 1949 року — командир цієї бригади. З 15 грудня 1951 року заступник командира 119-го гірничострілецького корпусу. З 15 грудня 1951 року до 1 листопада 1952 року навчається на Вищих курсах при Академії Генштабу. З 4 грудня 1953 року у відставці. Помер у 1990 році і похований на Волковському православному цвинтарі.

### Військові звання
- старший лейтенант із 15 травня 1936 року;
- капітан із 11 квітня 1938 року;
- майор із 1938 року;
- комбриг з 9 березня 1939 (вироблений з майора державної безпеки);
- генерал-майор із 4 червня 1940 року.

### Нагороди
- орден Леніна (1948);
- три ордена Червоного Прапора (06.02.1942, 03.11.1944, 1953);
- орден Вітчизняної війни І ступеня (06.11.1985);
- два ордени Червоної Зірки (зокрема 04.06.1940);
- медалі.